# Gestüt Park Wiedingen
Das Gestüt Park Wiedingen ist ein bedeutendes deutsches Vollblutgestüt, das sich in der Lüneburger Heide, nahe Soltau, befindet.

## Geschichte
Das Gestüt wurde 1970 gegründet und erstreckt sich über 80 Hektar Wald- und Teichlandschaft, ergänzt durch 30 Hektar Weideland und 50 Pferdeboxen. Eine 2000 Meter lange Gras- und Sandbahn dient dem Anreiten der Jungpferde und bietet optimale Bedingungen für die Pferdezucht und -aufzucht. Seit dem Jahr 2000 ist Helmut von Finck, ein deutscher Unternehmer und Pferdezüchter, Eigentümer des Gestüts. Unter seiner Leitung hat sich das Gestüt zu einer der führenden Zuchtstätten in Deutschland entwickelt.

## Erfolge
Das Gestüt Park Wiedingen hat zahlreiche erfolgreiche Rennpferde hervorgebracht. Zu den bedeutendsten zählen:
- Soldier Hollow: Gewann mehrfach den Großen Dallmayr-Preis in München und etablierte sich als einer der herausragenden Hengste des Gestüts.[3]

- Dschingis Secret: Wurde 2017 zum Galopper des Jahres gewählt und erzielte bedeutende Siege auf nationaler und internationaler Ebene.[4][5]

- Sammarco: Gewann 2022 das Deutsche Derby und den Dallmayr-Preis und bewies damit eindrucksvoll die außergewöhnliche Zuchtarbeit des Gestüts.[6][7]

- Destino: Ein Sieger im Gruppe-III-Rennen und nur knapp im Deutschen Derby hinter Weltstar Zweiter, ist der einzige Sohn des erfolgreichen Hengstes Soldier Hollow in der deutschen Zucht.[8]

- Flamingo Fantasy: ein talentiertes und erfolgreiches Rennpferd, das sich durch seine herausragende Leistungsfähigkeit auf der Rennbahn auszeichnet. Mit mehreren Siegen und Platzierungen in hochwertigen Rennen hat er sich einen Namen in der internationalen Rennsportszene gemacht.[9]

Diese Erfolge unterstreichen die herausragende Stellung des Gestüts Park Wiedingen in der deutschen Vollblutzucht und im Rennsport. Sie sind jedoch nur Auszüge aus einer Vielzahl von beeindruckenden Erfolgen, die viele erfolgreiche Pferde aus dem Gestüt hervorgebracht haben.

## Trivia
Jean André de Luc, ein Vertrauter von Jean-Jacques Rousseau, bereiste als Geologe und Meteorologe 1776 die Lüneburger Heide und schrieb über die Gegend um Wiedingen in einem Briefe an die britische Königin Charlotte: „Man findet also hier einen Boden, der ganz unter den Händen der Natur geblieben ist.“